# Paulina Barzycka
Paulina Barzycka (Lublin, 18 de marzo de 1986) es una deportista polaca que compitió en natación, especialista en el estilo libre.
Ganó una medalla de plata en el Campeonato Europeo de Natación de 2006 y una medalla de bronce en el Campeonato Europeo de Natación en Piscina Corta de 2005.
Participó en los Juegos Olímpicos de Verano, en los años Atenas 2004 y 2008, ocupando el cuarto lugar en Atenas 2004, en la prueba de 200 m libre.

## Palmarés internacional
| Campeonato Europeo                  | Campeonato Europeo | Campeonato Europeo | Campeonato Europeo |
| Año                                 | Lugar              | Medalla            | Prueba             |
| ----------------------------------- | ------------------ | ------------------ | ------------------ |
| 2006                                | Budapest (Hungría) | Medalla de plata   | 4 × 200 m libre    |
| Campeonato Europeo en Piscina Corta |                    |                    |                    |
| Año                                 | Lugar              | Medalla            | Prueba             |
| 2005                                | Trieste (Italia)   | Medalla de bronce  | 200 m libre        |